# Jonas Hector
Jonas Hector, nemški nogometaš, * 27. maj 1990, Saarbrücken, Nemčija.
Od leta 2012 igra za nemški klub 1. FC Köln.